# Varlı Həyat
Varlı Həyat è un comune dell'Azerbaigian situato nel distretto di Şəmkir.